# Wysokie Mazowieckie (comune rurale)
Wysokie Mazowieckie è un comune rurale polacco del distretto di Wysokie Mazowieckie, nel voivodato della Podlachia.
Ricopre una superficie di 166,11 km² e nel 2004 contava 5 318 abitanti.
Il capoluogo è Wysokie Mazowieckie, che non fa parte del territorio ma costituisce un comune a sé.